# Young and Pretty
Young and Pretty (ヤング・アンド・プリティ Yangu ando Puriti?) es el segundo álbum lanzado por la banda japonesa The Blue Hearts. También es el álbum de la banda únicamente de estudio con una cubierta que muestra en realidad los miembros de la banda.

## Historia del álbum
Aproximadamente la mitad de las canciones de este álbum fueron escritas originalmente mientras que la banda fue una banda independiente de aficionados. Las nuevas canciones fueron producidas por Masahide Sakuma (佐 久 间 正 英 Masahide Sakuma). Otros cambios incluyen a Mashima Masatoshi cantando como voz principal en algunas canciones, Hiroto Komoto tocando un arpa de blues, y la adición de un teclado.
Las tres canciones que fueron escritas específicamente para este disco son "Toku Made", "Hoshi o Kudasai", y "Eiyū ni Akogarete". Anunciaron que iban a incluir dos canciones de su tiempo como aficionados, "Mado o Akeyō" (窓 を あけよう Abra la ventana) y "Hon ningún Dake Sukoshi" (ほんの 少し だけ Just a Little Bit), pero estos canciones que nunca fueron lanzados.
Debido a que hubo una serie de canciones que se apartó del ritmo normal de ocho ritmos, la grabación fue un problema. Cuando Sakuma no permita las grabaciones deberá estar finalizado, Komoto dijo: "Este es un disco de The Blue Hearts, ¿así que no debería ser nuestra propia capacidad suficiente?" Mirando hacia atrás, sin embargo, el grupo se da cuenta de que sus conocimientos de grabación propia era insuficiente para este registro.

## Detalles
La primera canción, "Kiss Shite Hoshii" fue lanzado como sencillo, al mismo tiempo fue lanzado el álbum. "Chaing Gang fue el B-side del sencillo.
"Roku de Nashi II", que tiene un subtítulo "Gitaa Hiki ni Heya wa Nashi" (ギター弾きに部屋は無し no toques la guitarra en la habitación) cuando Komoto fue amonestado por su propietario para la práctica en su apartamento.
"Romantic" es la canción más antigua de The Blue Hearts, ya que venia del tiempo de Komoto con su anterior banda, Za Kotsu. "Scrap" es la canción más antigua que viene.
"Restaurant" es la primera sintonía de ska de la banda.

## Lista de canciones
1. "Kiss Shite Hoshii" (キスしてほしい I Want a Kiss) (3:15)
2. "Roku de Nashi II" (ロクデナシⅡ Bastard II) (2:15)
3. "Scrap" (スクラップ) (2:40)
4. "Roku de Nashi" (ロクデナシ Bastard) (3:18)
5. "Romantic" (ロマンチック) (3:50)
6. "Line o Koete" (ラインを越えて Cross the Line) (6:40)
7. "Chewing Gum o Kaminagara" (チューインガムをかみながら While Chewing Gum) (2:43)
8. "Tōku Made" (遠くまで Faraway) (3:21)
9. "Hoshi o Kudasai" (星をください Please Give Me a Star) (3:01)
10. "Restaurant" (レストラン) (3:02)
11. "Eiyū ni Akogarete" (英雄にあこがれて Admiring the Hero) (3:50)
12. "Chain Gang" (チェインギャング) (5:58)